# Titus Buberník
Titus Buberník (Pusté Úľany, 12 oktober 1933 – 27 maart 2022) was een Tsjecho-Slowaaks voetballer.
Buberník speelde voor de jeugdelftallen van Slovan Bratislava, alvorens in 1953 bij het eerste elftal van FC VSS Košice terecht te komen. Drie jaar later trok hij naar ČH Bratislava, waar hij met twaalf seizoenen het grootste deel van zijn carrière zou spenderen. 
Buberník speelde tevens 23 wedstrijden voor het Tsjecho-Slowaaks voetbalelftal. Hij maakte zijn debuut op 17 juni 1958, in een groepswedstrijd tegen Noord-Ierland op het wereldkampioenschap voetbal 1958. Twee jaar later, tijdens het eerste Europees kampioenschap voetbal in 1960 speelde hij in beide wedstrijden en eindigde hij derde met zijn nationale elftal. Voor het wereldkampioenschap voetbal 1962 behoorde hij wel tot de selectie, maar zou hij geen enkele wedstrijd spelen.
Tijdens de verkiezing van de Ballon d'Or 1959 eindigde Buberník zeventiende met 3 punten. In 2015 publiceerde Mojmír Staško het biografische boek Titus Buberník - Elegán v kopačkách.

## Erelijst
- ČH Bratislava
  - Československá fotbalová liga: 1958-59
  - International Football Cup: 1963, 1964
- Tsjecho-Slowaaks voetbalelftal
  - Wereldkampioenschap voetbal 1962: finalist